# Kevin Long
Kevin Finbarr Long (Cork, Írország, 1990. augusztus 18. –) ír labdarúgó, aki jelenleg a Burnleyben játszik, hátvédként.

## Pályafutása

### Cork City
Long a Cork City ifiakadémiáján kezdett el futballozni és 2008 januárjában kapta meg első profi szerződését a klubtól. 2009 csapatkapitánya volt annak az ificsapatnak, mely az FAI Youth Cupban és a Munster Cupban is jól szerepelt. Röviddel ezután a felnőtt csapatban is bemutatkozhatott, a St Patrick's Athletic ellen. Kezdőként először 2009. július 19-én, egy Ipswich Town elleni barátságos meccsen kapott lehetőséget.
Később Angliába utazott, hogy próbajátékon vegyen részt a Preston North Endnél, de a harmadosztályú Leeds United, a Charlton Athletic, valamint a Premier League-ben szereplő Burnley is érdeklődött iránta.

### Burnley
2009. november 26-án a Burnley az Evertont és a Celticet túllicitálva megegyezett a Cork Cityvel Long leigazolásáról. A játékos elutazott a csapathoz, hogy megismerje a játékosokat és a vezetőket, de hivatalos szerződést csak 2010 januárjában köthetett a klubbal. Az átigazolási díjról a két csapat csak annyit árult el, hogy hat számjegyű összegről van szó.
2010. október 15-én Long a negyedosztályú Accrington Stanleyhez igazolt kölcsönben. Kölcsönszerződése eredetileg csak egy hónapra szólt, de később 2011 januárjáig meghosszabbították azt, miután jó teljesítményt nyújtott a védelem közepén. Egy Rotherham United elleni 3-2-es elvesztett találkozón mutatkozott be, ahol már 17 perc után kiállították. 2011. január 18-án visszatért a Burnleyhez, miután elrepedt egy csont a lábában a Cheltenham Town elleni meccsen. 2011. január 31-én kölcsönben visszatért az Accrington Stanleyhez, a szezon végéig. Május 23-án járt le a kölcsönszerződése, 17 lejátszott mérkőzés után.
2011. augusztus 5-én az Accrington ismét kölcsönvette, ezúttal hat hónapra. Csakúgy, mint korábban, ismét alapembere volt a csapatnak és október 8-án, a Plymouth Argyle ellen megszerezte profi pályafutása első gólját. Később a Bristol Rovers, a Macclesfield Town és a Torquay United ellen is eredményes volt. 2012. január 5-én tért vissza a Burnleyhez.
2012. január 27-én a harmadosztályú Rochdale egy hónapra kölcsönvette Longot hátvédjei sérülése miatt. Itt ismét együtt dolgozhatott az Accrington Stanley korábbi menedzserével, John Colemannel. Miután Long első négy mérkőzéséből kettőt kapott gól nélkül fejezett be a csapat, kölcsönszerződését április végéig meghosszabbították. Fontos tagjává vált a csapatnak, ő sem tudta azonban megakadályozni a kiesést.
A harmadosztályban szereplő Portsmouth 2012. augusztus 18-án egy hónapra kölcsönvette Longot. Ugyanazon a napon be is mutatkozott, kezdőként pályára lépve a Bournemouth ellen. Harmadik meccsén piros lapot kapott, ami miatt egy meccset ki kellett hagynia. Szeptember 9-én, egy Crawley Town ellen 3-0-ra megnyert meccsen tért vissza. Nyolc nappal később, a Walsall ellen hátsérülést szenvedett, ez volt az utolsó meccse a Portsmouth-ban.
A Burnley színeiben 2014. január 4-én, egy Southampton elleni FA Kupa-meccsen szerezte első gólját. 2015. január 1-én pályafutása során először léphetett pályára a Premier League-ben, a Newcastle United ellen. A találkozó 17. percében a sérült John Shackellt váltotta csereként, de húsz perccel később ő is megsérült, így Steven Reid állt a helyére.
Térdsérüléséből 2015 novemberében épült fel teljesen. Ekkor egy hónapra kölcsönvette a harmadosztályú Barnsley. Az Oldham Athletic ellen győztes gólt szerzett, második meccsén, a Peterborough United ellen azonban kiállították. 2016. március 24-én a Milton Keynes Dons a szezon végéig kölcsönvette Longot.